# Стари Елефтерохори
Стари Елефтерохори (грч. Παλαιό Ελευθεροχώρι, Палео Елефтерохори) је насељено место у општини Пидна-Колиндрос у периферији Средишња Македонија, Грчка. Према попису из 2021. године било је 377 становника.
Насеље је 1913. године имало 51 житеља Грка. После 1923. године насељено је 64 грчких избегличких породица, укупно 323 особа. На попису из 1928. године Стари Елефтерохори су имали 431 становника.